# 石原享一
石原享一（いしはら きょういち、1949年 - ）は、日本の社会学・国際経済学者。学位は、社会学博士（論文博士・1995年）（学位論文「中国の市場経済化」）。神戸大学名誉教授。北海商科大学元教授。

## 来歴
鳥取県生まれ。1974年一橋大学大学院社会学研究科修士課程修了。1977年同博士課程単位取得満期退学。指導教官は増淵龍夫。1995年「中国の市場経済化」で社会学博士の学位を取得。1982年からアジア経済研究所に勤務。1984－86年外務省在中華人民共和国日本国大使館専門調査員、1992年香港大学アジア研究センター客員研究員、1994年カリフォルニア大学バークレー校東アジア研究所研究員、1995年一橋大学経済研究所客員教授。1996年神戸大学大学院国際文化学研究科教授。2013年定年退任、名誉教授、北海商科大学商学部教授。2017年アジア経済研究所名誉研究員。2019年北海商科大学大学院商学研究科教授を退職。1990年度「発展途上国研究奨励賞」受賞。

## 著書
- 『知と実践の平和論 国際政治経済学と地域研究』明石書店 2007
- 『文化摩擦と日本人 平和の作法とは』白帝社 2010
- 『戦後日本の経済と社会』岩波ジュニア新書、2015
- 『習近平の中国経済 富強と効率と公正のトリレンマ』ちくま新書、2019

### 共編
- 『中国経済の多重構造』編 アジア経済研究所 1991
- 『中国 経済』中兼和津次共編 アジア経済研究所 1992
- 『「社会主義市場経済」をめざす中国 その課題と展望』編 アジア経済研究所 1993
- 『中国経済の国際化と東アジア』編 アジア経済研究所 1997
- 『中国経済と外資』編 アジア経済研究所 1998
- 『21世紀中国の課題 ゼミ形式で学ぶ中国語応用編』王柯,馮誼光共編 東方書店 2005

### 翻訳
- 徐禾 ほか編『政治経済学辞典』折戸洪太共訳 東方書店 1976
- 『原典中国現代史 第3巻 経済』小島麗逸共編 岩波書店 1994